# تقنية أم أو أس 65CE02

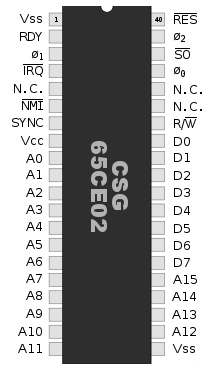

65CE02 (مشتقة من 6502/65C02) هي وحدة المعالجة المركزية مطورة من قبل مجموعة كومودور لأشباة الموصلات (المعروفة سابقاً بأسم كومودور أم أو أس) التي أستخدمت في وحدة التحكم الصغير ل سي أس جي 4510 (تجمع بين وحدة المعالجة المركزية و عدة مكونات من المدخلات/مخرجات) في C64DX/C65.
من النتجات التي تستخدمها 6502 كانت كرت المنفذ التسلسلي كومودور A2232 لأميغا.

## وصلات خارجية
- مجموعة كومودور لأشباة الموصلات CSG65CE02 المرجع التقني
- معالج 65CE02 (الأولي) (نوفمبر. 1988)